# Eduard Meduna
Eduard Meduna (ur. 11 września 1950) – czeski szachista, arcymistrz od 1987 roku.

## Kariera szachowa
Od połowy lat 70. należał do czołówki szachistów Czechosłowacji, a następnie Czech. Od 1972 r. wielokrotnie startował w finałach indywidualnych mistrzostw kraju, zdobywając 7 medali: 2 złote (1987, 2001), srebrny (1977) oraz 4 brązowe (1981, 1985, 1999, 2000). W narodowych barwach dwukrotnie wystąpił na szachowych olimpiadach (1992, 1994) oraz trzykrotnie – na drużynowych mistrzostwach Europy (1977, 1989, 2001).
Największe sukcesy w turniejach międzynarodowych odniósł m.in. w:
- Děčínie (1976, turniej B, dz. I m. z Zurabem Mikadze(inne języki) i Uwe Bönschem),
- Warnie (1980, I m.),
- Lipsku (1981, I m.),
- Wrocławiu (1981, I m.),
- Biel (1981, główny turniej otwarty, dz. I m. z Nathanem Birnboimem(inne języki), Laszlo Karsą(inne języki) i Ronem Henleyem),
- Trnawie (1981, II m. za Goranem Cabrilo oraz 1986, dz. I m. z Aloisem Lančem(inne języki)),
- Starym Smokovcu (1982, dz. II m. za Aleksandrem Koczijewem, z Josefem Přibylem),
- Debreczynie (1987, memoriał Gedeona Barczy, I m.),
- Pradze (1988, I m.),
- Laznym Bohdancu (1994, dz. II m. za Ianem Rogersem, z Petrem Hábą i Pavlem Blatným),
- Děčínie (turnieje otwarte: 1995, II m. za Milošem Jirovskim oraz 1996, dz. I m. z Rusłanem Szczerbakowem),
- Pradze (turnieje otwarte: 2002, dz. I m. z Leonidem Wołoszynem[4]; 2005, dz. I m. z Miłko Popczewem, Andriejem Orłowem i Karelem van der Weide oraz 2005, dz. I m. z Markiem Vokáčem, jak również turniej kołowy: 2007, dz. I m. z Michalem Konopką(inne języki)).

Najwyższy ranking w karierze osiągnął 1 stycznia 1987 r., z wynikiem 2515 punktów dzielił wówczas 97-102. miejsce na światowej liście FIDE, jednocześnie zajmując 3. miejsce (za Lubomirem Ftaćnikiem i Janem Smejkalem) wśród czechosłowackich szachistów).